# 木坂涼
木坂 涼（きさか りょう、1958年7月30日 - ）は、日本の詩人、児童文学作家、翻訳家。女性。夫はアメリカ人の詩人、アーサー・ビナード。

## 略歴
埼玉県東松山市生まれ。本姓・栗原。和光大学人文学部芸術学科卒業。博報堂勤務を経る。
1987年、詩集『ツッツッと』で第5回現代詩花椿賞受賞。1997年詩集『金色の網』で芸術選奨新人賞受賞。
近年は児童文学、絵本などのほか海外の児童文学の翻訳多数。

## 著書
- 『じかんはじぶんを』（水脈社） 1981.7
- 『ツッツッと』（詩学社） 1986.9
- 『南南東』（沖積舎） 1989.7
- 『小さな表札』（思潮社） 1993.7
- 『金色の網』（思潮社） 1996.6
- 『木坂涼詩集』（思潮社、現代詩文庫） 1997.11
- 『おとこ親の書いたこどもの詩』（沖積舎） 1997.12
- 『みんなおっぱいのんでたよ』（福音館書店、福音館の幼児絵本） 1999.8
- 『陽のテーブルクロス』（思潮社） 1999.8
- 『カレンダーのはなし』（セーラー出版） 1999.11
- 『五つのエラーをさがせ! 詩集』（大日本図書、詩を読もう!） 2000.2
- 『おきにいりのばしょ』（フレーベル館、おひざのうえで） 2002.3
- 『ねぇツチブタくん』（朔北社） 2004.12
- 『刺繍日記』（理論社） 2005.4
- 『ベランダの博物誌』（西田書店） 2005.4
- 『しきしきむらのはる』（岩波書店） 2005.4
- 『しきしきむらのなつ』（岩波書店） 2005.4
- 『しきしきむらのあき』（岩波書店） 2005.10
- 『しきしきむらのふゆ』（岩波書店） 2005.10
- 『ちょろちょろかぞくのひらきます』（理論社、あかちゃんの絵本） 2005.11
- 『ちょろちょろかぞくのあがります』（理論社、あかちゃんの絵本） 2005.11
- 『ちょろちょろかぞくののばします』（理論社、あかちゃんの絵本） 2005.11
- 『音の箱舟モーツァルト』（未知谷） 2006.5
- 『どうぶつえん』（フレーベル館、はじめてフォトブック） 2007.3
- 『ほっぺのすきなこ』（岩崎書店、レインボーえほん） 2007.10
- 『ひつじがいっぴき』（フレーベル館） 2007.11
- 『はたらくんジャー』（フレーベル館） 2007.12
- 『おはようきょうりゅう』（教育画劇） 2008.5
- 『からだのなかでドゥンドゥンドゥン』（福音館書店、幼児絵本ふしぎなたねシリーズ） 2008.12
- 『だっこべんとう』（教育画劇） 2009.6
- 『あいうえたいそう』（偕成社） 2010.1
- 『おっとっと』（講談社） 2010.5
- 『ともだち』（偕成社） 2010.9
- 『ある日』（思潮社） 2010.9
- 『どこへ』（思潮社） 2010.9

## 共編著
- 『中学校でよみたい詩12か月』（水内喜久雄共編著、民衆社） 1996.5
- 『いま中学生とよみたい101の詩』（水内喜久雄共編著、民衆社） 1999.4
- 『ちちんぷいぷい ことばの宝箱』（川崎洋共編、岩崎書店） 2003.3

## 翻訳
- 『ベンジャミンのふしぎなまくら』（ステファン・ポーリン、セーラー出版） 1994.5
- 『ファニーとマルガリータ なかよしふたりの5つのおはなし』（ケイト・スポーン、セーラー出版） 1995.5
- 『クレメンタインの冬じたく』（ケイト・スポーン、セーラー出版） 1995.11
- 『ヨルは生きている おやすみまえのお話ベッド・タイム・ブック』（キャンディス・ホイットマン、あすなろ書房） 1997.2
- 『すき』（トメク・ボガッキー、セーラー出版） 1998.2
- 『こねこのごちそう』（リンダ・ジェニングス、あすなろ書房） 1998.4
- 『ようこそわたしのへやへ』（ヘレナ・ダールベック、フレーベル館） 1998.9
- 『トビーとおつきさま』（ルイジ・ダル・シン、学習研究社） 2002
- 『口を大きくあけて! 歯の学校はこちらです』（ローリー・ケラー、講談社） 2002.6
- 『ともだち』（アンドレ・ダーハン、学習研究社） 2002
- 『わたしのいえはごにんかぞく』（エミリー・ジェンキンス、講談社） 2002.11
- 『ペットになりたいねずみ』（ローレン・チャイルド、フレーベル館） 2003.3
- 『だいすき そんなきもちをつたえてくれることば』（ハンス&モニック・ハーヘン、野坂悦子共訳、金の星社） 2003.3
- 『ともだちからともだちへ』（アンソニー・フランス、理論社） 2003.3
- 『ちびむしくん』（ビル・マーチン, マイケル・サンプソン、岩崎書店） 2003.4
- 『おしっこぼうや せんそうにおしっこをひっかけたぼうやのはなし』（ウラジーミル・ラドゥンスキー、セーラー出版） 2003.7
- 『ゆきのともだち』（イアン・ホワイブロウ、理論社） 2003.10
- 『ぼくはくろねこソックス』（コンソール・エスカーラ、学習研究社） 2004
- 『こわがりやのふくろうくん』（フランチェスカ・ボスカ、学習研究社） 2004
- 『ママがおうちにかえってくる!』（ケイト・バンクス 講談社） 2004.5
- 『ジュールとセザール』（エリック・バテュ フレーベル館） 2004.9
- 『たびだちのとき』（エリック・バテュ フレーベル館） 2004.12
- 『いっしょにいこう』（コンソール・エスカーラ、学習研究社） 2005
- 『おつきさまってなあに?』（スティーブン・アクセル・アンダーソン、ソニー・マガジンズ） 2005.8
- 『ワイズ・ブラウンの詩の絵本』（マーガレット・ワイズ・ブラウン、フレーベル館） 2006.2
- 『ながいながいかみのおひめさま』（コーミラー・ラーオーテ、アートン、アジア・アフリカ絵本シリーズ インド） 2006.2
- 『ねこのせんちょう』（マドレーヌ・フロイド、セーラー出版） 2006.4
- 『いぬがかいた～い!』（ ブ・グラハム、評論社） 2006.6
- 『 ファーディとおちば』（ジュリア・ローリンソン、理論社） 2006.10
- 『ハエくん まちにまったひがやってきました』（グスティ、フレーベル館） 2007.1
- 『ヤコブのバイオリン』（ルイジ・ダル・チン、学習研究社 c2007
- 『きみがうちにくるまえ…』（マリベス・ボルツ、あすなろ書房） 2007.12
- 『やかましい!』（アン・マクガバン、フレーベル館） 2008.4
- 『うえにはなあに したにはなあに』（ローラ・M・シェーファー、福音館書店） 2008.5
- 『きりのもりのもりのおく』（ニック・シャラット、フレーベル館） 2008.7
- 『あなたがだいすき』（ロビン・クルーズ、コンセル） 2008.9
- 『アーくんとガーくんのでっかいたからもの』（テッド・ヒルズ、小学館） 2008.11
- 『しかめっつらあかちゃん』（ケイト・ペティ、ほるぷ出版） 2009.1
- 『おひさまとくも』（ルイジ・ダル・チン、学習研究社） 2009
- 『アーくんとガーくんとアザミちゃん!』（テッド・ヒルズ、小学館） 2009.3
- 『ファーディのはる』（ジュリア・ローリンソン、理論社） 2009.3
- 『はじめましてぼく、ボリス』（キャリー・ウェストン、小学館） 2009.4
- 『きんぎょ』（ユ・テウン、セーラー出版） 2009.5
- 『ちがうけどおんなじ』（メラニー・ウォルシュ、コンセル） 2009.5
- 『がんばれ! グレイビー』（キャロライン・ジェイン・チャーチ、小学館） 2009.7
- 『ソルティとボタンうみへいく!』（アンジェラ・マカリスター、理論社） 2009.7
- 『ダンディーライオン』（リズィ・フィンレイ、幻冬舎エデュケーション） 2009.10
- 『すきがいっぱい』（マーガレット・ワイズ・ブラウン、フレーベル館） 2010.4
- 『ガラガラヘビの味 アメリカ子ども詩集』（アーサー・ビナード共編訳、岩波少年文庫） 2010.7
- 『ぼくのくつしたはどこ?』（マライケ・テン・カーテ、ほるぷ出版） 2014.1

### ウィリアム・スタイグ
- 『ねずみの歯いしゃさんアフリカへいく』（ウィリアム・スタイグ、セーラー出版） 1995.2
- 『空とぶゴーキー』（ウィリアム・スタイグ、セーラー出版） 1996.7
- 『ジークの魔法のハーモニカ』（ウィリアム・スタイグ、セーラー出版） 1997.2
- 『ちいさくなったおにいちゃん』（ウィリアム・スタイグ、セーラー出版） 1997.11
- 『おとなってじぶんでばっかりハンドルをにぎってる』（ウィリアム・スタイグ、セーラー出版） 1999.3
- 『ピッツァぼうや』（ウィリアム・スタイグ、セーラー出版） 2000.3
- 『みんなぼうしをかぶってた』（ウィリアム・スタイグ、セーラー出版） 2004.10

### シムズ・タバック
- 『ヨセフのだいじなコート』（シムズ・タバック、フレーベル館） 2001.11
- 『ハエをのみこんだおばあさん』（シムズ・タバック、フレーベル館） 2002.10
- 『これはジャックのたてたいえ』（シムズ・タバック、フレーベル館） 2003.5
- 『とってもとってもあいたいの!』（シムズ・タバック、フレーベル館） 2009.4

### 「チャーリーとローラ」
- 『ぜったいたべないからね チャーリーとローラのおはなし』（ローレン・チャイルド、フレーベル館） 2002.1
- 『ぜったいねないからね チャーリーとローラのおはなし』（フレーベル館） 2002.1
- 『ぜったいがっこうにはいかないからね チャーリーとローラのおはなし』（フレーベル館） 2004.3

### 「クラリス・ビーン」
- 『あたしクラリス・ビーン』（ローレン・チャイルド、フレーベル館、クラリス・ビーン・シリーズ） 2002.5
- 『テッドおじさんとあたしクラリス・ビーン』（ローレン・チャイルド、フレーベル館、クラリス・ビーン・シリーズ） 2002.6
- 『あたしの惑星! クラリス・ビーン』（ローレン・チャイルド、フレーベル館、クラリス・ビーン・シリーズ） 2003.7

### 「スーパーヒーロー・パンツマン」
- 『パンツマンたんじょうのひみつ』（デイブ・ピルキー(Dav Pilkey)、徳間書店、スーパーヒーロー・パンツマン1） 2003.10
- 『パンツマン vs 巨大トイレロボ』（デイブ・ピルキー、徳間書店、スーパーヒーロー・パンツマン2） 2003.10
- 『パンツマン vs 恐怖のオバちゃんエイリアン』（デイブ・ピルキー、徳間書店、スーパーヒーロー・パンツマン3） 2003.12
- 『パンツマン vs おもらし教授 あんたのお名前なんてーの?』（デイブ・ピルキー、徳間書店、スーパーヒーロー・パンツマン4） 2004.2
- 『パンツマン vs くいこみウーマン あやうしパンツパワー!』（デイブ・ピルキー、徳間書店、スーパーヒーロー・パンツマン5） 2004.4

### 「タバックまねっこクラブ」
- 『どうぶつえんでまねっこパッ!』（ハリエット・ジィファート、フレーベル館、タバックまねっこクラブ） 2005.5
- 『まきばでまねっこメェメェメェ』（ハリエット・ジィファート、フレーベル館、タバックまねっこクラブ） 2005.5
- 『うみでまねっこシャカシャカシャカ』（ハリエット・ジィファート、フレーベル館、タバックまねっこクラブ） 2005.8
- 『もりでまねっこグルルーウー』（ハリエット・ジィファート、フレーベル館、タバックまねっこクラブ） 2005.8

### 「ピピとトントンのえほん」
- 『おふろのじかん』（リスベット・スレーヘルス、小学館、ピピとトントンのえほん） 2008.11
- 『トイレでうんち』（リスベット・スレーヘルス、小学館、ピピとトントンのえほん） 2008.11
- 『ママのおなか』（リスベット・スレーヘルス、小学館、ピピとトントンのえほん） 2008.11
- 『ちいさなおとうと』（リスベット・スレーヘルス、小学館、ピピとトントンのえほん） 2008.11

### リチャード・スキャリー
- 『おやすみなさい くまくん』（リチャード・スキャリー, パッツィ・スキャリー、好学社） 2015.12
- 『うさぎのニコラス』（リチャード・スキャリー, オーレ・リソム、好学社） 2016.6
- 『いなかのねずみとまちのねずみ』（リチャード・スキャリー、好学社） 2020.2
- 『うさぎがいっぱい』（リチャード・スキャリー、好学社） 2020.3
- 『おんどり あるくよ』（リチャード・スキャリー、好学社） 2020.5

### 「くまのコールテンくん」
- 『コールテンくんのクリスマス』（ドン・フリーマン, B・G・ヘネシー、好学社、くまのコールテンくん） 2021.10
- 『コールテンくんのポケット』（ドン・フリーマン、好学社、くまのコールテンくん） 2022.10
- 『まいごのコールテンくん』（ドン・フリーマン, B・G・ヘネシー、好学社、くまのコールテンくん） 2023.11
- 『コールテンくん ステージにたつ』（ドン・フリーマン, ヴィオラ・デイヴィス、好学社、くまのコールテンくん） 2024.9